# Viridigona rondinha
Viridigona rondinha är en tvåvingeart som beskrevs av Stefan Naglis 2003. Viridigona rondinha ingår i släktet Viridigona och familjen styltflugor. Inga underarter finns listade i Catalogue of Life.